# Cristiana Luísa de Schleswig-Holstein-Sonderburg-Plön
Cristiana Luísa de Schleswig-Holstein-Sonderburg-Plön (27 de Novembro de 1713 - 5 de Abril de 1778) foi uma princesa de Schleswig-Holstein-Sonderburg-Plön, que se tornou condessa de Hohenlohe-Weikersheim e princesa de Saxe-Hildburghausen por casamento.

## Vida
Cristiana Luísa nasceu em Plön, no Ducado de Schleswig-Holstein-Sonderburg-Plön a 27 de Novembro de 1713. Era a filha mais nova de Joaquim Frederico, Duque de Schleswig-Holstein-Sonderburg-Plön e da sua primeira esposa, a princesa Madalena Juliana do Palatinado-Birkenfeld-Gelnhausen. Apesar de ter três irmãs mais velhas, Cristiana foi a única que se casou, uma vez que duas delas se tornaram freiras na Abadia de Gandersheim e a outra morreu pouco depois de nascer.
A 18 de Agosto de 1735 casou-se com Luís Alberto, Conde de Hohenlohe-Weikersheim. Não tiveram filhos e o seu primeiro marido morreu menos de nove anos depois, a 9 de Julho de 1744.
A 4 de Maio de 1749, Cristiana Luísa casou-se com o seu segundo marido, o príncipe Luís Frederico de Saxe-Hildburghausen, filho de Ernesto Frederico I, Duque de Saxe-Hildburghausen e da condessa Sofia Albertina de Erbach-Erbach. Também não teve filhos deste casamento.
Cristiana Luísa morreu em Heilbronn, no Ducado de Württemberg, a 5 de Abril de 1778, quando tinha sessenta-e-quatro anos de idade.

## Genealogia
| Cristiana Luísa de Schleswig-Holstein-Sonderburg-Plön | Pai: Joaquim Frederico, Duque de Schleswig-Holstein-Sonderburg-Plön | Avô paterno: Augusto, Duque de Schleswig-Holstein-Sonderburg-Plön-Norburg | Bisavô paterno: Joaquim Ernesto, Duque de Schleswig-Holstein-Sonderburg-Plön |
| Cristiana Luísa de Schleswig-Holstein-Sonderburg-Plön | Pai: Joaquim Frederico, Duque de Schleswig-Holstein-Sonderburg-Plön | Avô paterno: Augusto, Duque de Schleswig-Holstein-Sonderburg-Plön-Norburg | Bisavó paterna: Doroteia Augusta de Schleswig-Holstein-Gottorp               |
| Cristiana Luísa de Schleswig-Holstein-Sonderburg-Plön | Pai: Joaquim Frederico, Duque de Schleswig-Holstein-Sonderburg-Plön | Avó paterna: Isabel Carlota de Anhalt-Harzgerode                          | Bisavô paterno:' Frederico, Príncipe de Anhalt-Harzgerode                    |
| Cristiana Luísa de Schleswig-Holstein-Sonderburg-Plön | Pai: Joaquim Frederico, Duque de Schleswig-Holstein-Sonderburg-Plön | Avó paterna: Isabel Carlota de Anhalt-Harzgerode                          | Bisavó paterna: Joana Isabel de Nassau-Hadamar                               |
| Cristiana Luísa de Schleswig-Holstein-Sonderburg-Plön | Mãe: Madalena Juliana do Palatinado-Birkenfeld-Gelnhausen           | Avô materno: João Carlos, Conde Palatino de Gelnhausen                    | Bisavô materno: Cristiano I, Conde Palatino de Birkenfeld-Bischweiler        |
| Cristiana Luísa de Schleswig-Holstein-Sonderburg-Plön | Mãe: Madalena Juliana do Palatinado-Birkenfeld-Gelnhausen           | Avô materno: João Carlos, Conde Palatino de Gelnhausen                    | Bisavó materna: Madalena Catarina do Palatinado-Zweibrücken                  |
| Cristiana Luísa de Schleswig-Holstein-Sonderburg-Plön | Mãe: Madalena Juliana do Palatinado-Birkenfeld-Gelnhausen           | Avó materna: Sofia Amália do Palatinado-Zweibrücken                       | Bisavô materno: Frederico, Conde Palatino de Zweibrücken                     |
| Cristiana Luísa de Schleswig-Holstein-Sonderburg-Plön | Mãe: Madalena Juliana do Palatinado-Birkenfeld-Gelnhausen           | Avó materna: Sofia Amália do Palatinado-Zweibrücken                       | Bisavó materna: Ana Juliana de Nassau-Saarbrücken                            |